# Nabas (Pyrénées-Atlantiques)
Nabas is een gemeente in het Franse departement Pyrénées-Atlantiques (regio Nouvelle-Aquitaine) en telt 118 inwoners (2009). De oppervlakte bedraagt 6,40 km², de bevolkingsdichtheid is dus 18,4 inwoners per km².

## Demografie
Onderstaande figuur toont het verloop van het inwonertal (bron: INSEE-tellingen).

1. ↑  Populations de référence 2022.